# Ivan Trnski
Ivan Trnski (ur. 1 maja 1819 w Starej Račy, zm. 30 czerwca 1910 w Zagrzebiu) – chorwacki pisarz, polityk, tłumacz i urzędnik.

## Życiorys
Uczęszczał do szkoły w Grazu, gdzie przyuczał się do zawodu urzędnika w administracji wojskowej. Służył w korpusie służby administracyjnej na obszarze Pogranicza Wojskowego.
W 1865 roku został wybrany do chorwackiego parlamentu z okręgu Slunja. W 1871 roku został żupanem Komitatu Belovár-Kőrös. Ustąpił ze stanowiska z powodu konfliktów politycznych. Przeniósł się do Zagrzebia, gdzie żył do śmierci.
Jest uważany za jednego z najwybitniejszych przedstawicieli chorwackiego odrodzenia narodowego i członka tzw. pierwszego pokolenia chorwackich romantyków. Wywarł silny wpływ na standaryzację języka chorwackiego. Jako pisarz tworzył od 1835 roku, m.in. pieśni o charakterze miłosnym, romantycznym i patriotycznym. Tworzył również teksty religijne, opowiadania i poezję epicką. Był tłumaczem z języków angielskiego, czeskiego, niemieckiego, polskiego i rosyjskiego. W 1901 roku został prezesem Maticy hrvatskiej. Stanął również na czele organizacji Društvo hrvatskih književnika.

## Wybrane dzieła
(opracowano na podstawie materiału źródłowego)
- Pjesme (1842)
- Kriesnice (I – 1863, II – 1865, III – 1882)
- Sveta priča o solunskoj braći (1863)
- Sigetski junak (1866)
- Učitelj Dobrašin (1871)
- Popievke i milostnice mu mladjenke (1881)
- Jezerkinje (1886)
- Ana Lovićeva (1890)
- Plitvička jezera (1893)
- Ban Berislavić (1896)
- Putne uspomene iz god. 1898 (1899)
- Pripovijesti (1910)